# Filetage gaz
Le filetage gaz est un filetage de tuyauterie très utilisé en plomberie, en hydraulique et en pneumatique. Ce filetage est couramment désigné, pour des raisons historiques, par le sigle BSP (British Standard Pipe). On en distingue deux types, selon le mode de réalisation de l'étanchéité.

## Filet à pas non métrique

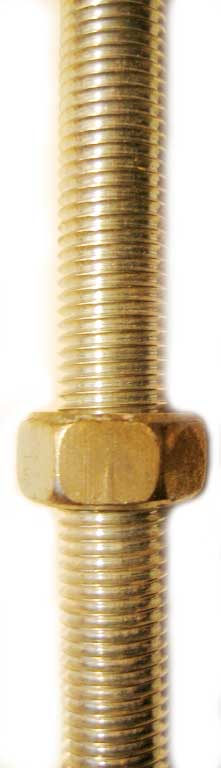

Avant que la norme métrique ISO ne s'impose, beaucoup de fabricants, en particulier anglo-saxons, ont élaboré leurs propres normes. Le premier dans ce cas (en 1841 environ) fut l'ingénieur anglais Joseph Whitworth.
Les pas Whitworth, conçus en pouces, sont encore utilisés à la fois pour réparer les anciennes machines, et lorsqu'un pas plus résistant que la norme ISO est nécessaire. Ce système existe en pas épais (BSW) et en pas fin (BSF). L'angle du filet est de 55°.
Plus tard, le Royaume-Uni a standardisé le système BA (British Association for the Advancement of Science). Les pas étaient nommés « 2BA », « 4BA », etc., les nombres impairs étant rarement utilisés. Bien que différents des pas ISO, les valeurs étaient définies en termes métriques. Ainsi un « 0BA » avait un pas de 1 mm. Il y a encore de nos jours des utilisations des pas les plus communs de cette norme dans des applications de niche. Certains types de mécaniques, comme les rails de transport de minerai, utilisent encore ce type de pas.
Les États-Unis ont leur propre système, appelé Unified Thread Standard. Une version de ce standard, appelée SAE pour Society of Automotive Engineers, est utilisée principalement par l'industrie automobile de ce pays. Le pas SAE est encore associé par le public à « la » fixation en pouce, même si l'industrie automobile américaine (et d'autres industries associées) ont basculé vers la norme ISO depuis le début des années 1970.
Les vis sont décrites par 4-40, 6-32, 8-32, 10-32, 10-24, etc. (pour les tailles numériques, les nombres impairs sont rares et se font sur mesure), ou 1/4"-20, 1/4"-26, etc. (pour des tailles en pouce du BSW et BSF), avec le premier nombre donnant le diamètre extérieur (6,35mm) et le second le nombre de filets par pouce ; devenus G1/4-19 pour BSP (diamètre réel 13,157mm), 1/4"-20 pour UNC et 1/4"-28 pour UNF
Ces pas sont quelquefois utilisés hors des États-Unis par des vieux modèles d'ordinateurs basés sur les spécifications de l'IBM PC. Depuis que l'essentiel de l'industrie informatique a migré en Asie, elle utilise la norme ISO.
En photographie, le standard de facto, parfois appelé « pas Kodak », est une vis de 1/4 de pouce de diamètre avec 20 filets par pouce.

## Sans étanchéité «dans le filet»
Le filetage (filet extérieur ou embout mâle) et le taraudage (filet intérieur ou embout femelle) sont cylindriques avec un pas à droite le plus souvent (la vis s'enfonce en tournant dans le sens horaire), sauf pour les bouteilles de gaz et certains axes comme la pédale de gauche d'un vélo ou la lame d'une débroussailleuse.
La lettre G indique si c'est un filetage GAZ cylindrique ou R un filetage GAZ conique.
Les lettres A et B  représentent la tolérance de la vis et s'appliquent donc à un filetage extérieur :
- A : plus précise, moins de jeu ;
- B : moins précise, plus de jeu.

Exemple pour un filetage 1/4 gaz le diamètre du sommet de filet est de 13,157 mm sa tolérance est de -0,150 pour la tolérance classe A et de -0,250 pour la tolérance classe B (la même tolérance s'applique au diamètre de flanc de filet).
Il existe deux classes de tolérance :
- 3 (plus précise / par exemple 3A ⇒ filetage avec tolérance fine) ;
- 2 (standard / par exemple 2B ⇒ taraudage avec tolérance standard).

Autres appellations usuelles : BSPP (British Standard Pipe Parallel), BSP cylindrique, « Gaz » cylindrique.
Normes européennes et internationales en vigueur : ISO 228, NF EN ISO 228 (remplace NF E 03-005).

## Avec étanchéité «dans le filet»
Le filetage (mâle) est conique, son symbole est R et son taraudage correspondant (femelle) peut être :
- cylindrique, symbole Rp ou aussi appelé BSPP (Parallel) ;
- conique, symbole Rc ou aussi appelé BSPT (Tapered).

Le filetage est toujours conique et l’étanchéité se produit au serrage du filet mâle contre le filet femelle. On distingue deux systèmes :
- système B.S.P.T. (British Standard Pipe conique) utilisant le système Whitworth (pas du gaz) avec un profil de filet à 55°, et une conicité de 6,25 % = 1/16 = 3,576° = 3° 34′ 33.9″, demi angle de 3,125 % = 1/32 = 1,78816° = 1° 47′ 17.5″ ;
- système Briggs ou N.P.T., connu sous le nom de National Pipe Thread, filetage au standard américain (variante du système Sellers), avec un profil de filet à 60° et une conicité de 6.25% = 1/16, (pente de 1,788°). Il existe des adaptateurs disponibles de NPT (norme américaine) à ISO 7-1 (normes européennes), même avec des certificats 3.1 provenant de Swiss Fittings. Les adaptateurs seront installés avec du ruban teflon et peuvent être utilisés pour une pression nominale de 20 bars.
- Dans l'industrie sanitaire, le filetage DIN 11581 est généralement utilisé. Il s'agit d'un filetage circulaire pour les raccords, qui présente l'avantage de faciliter le nettoyage, cependant pour des pressions plus basses par rapport au filetage selon ISO 7-1 ou NPT. Des adaptateurs de DIN 11851 à ISO 7-1 sont disponibles sur le marché, généralement en acier inoxydable.

Normes européennes et internationales en vigueur : ISO 7, NF EN 10226 (remplace NF E 03-004).

## Dimensions
Les dimensions des tubes et du pas de vis sont données en unité métrique ou en pouces. Cependant, il ne s'agit pas uniquement d'une simple conversion d'unité.
En effet, dans le domaine de la plomberie il existe deux systèmes de filetage non compatibles, dus au fait que le pas de vis est différent pour un diamètre donné. Le pas du filetage en mm est plus serré (plus petit) que celui du filetage en pouce. Afin de pallier les problèmes de compatibilité, des adaptateurs sont mis à disposition, par exemple sous la forme de bagues.
Les deux systèmes de filetage :
- dans le système métrique, le diamètre nominal est le diamètre extérieur du filetage exprimé en millimètres. Cf. Filetage métrique ;
- dans le système anglo-saxon (ou système impérial britannique), le diamètre nominal est exprimé en pouce. Pour le BSP, ce diamètre n'est ni le diamètre extérieur ni le diamètre intérieur du filetage (1/4"= 6,35mm), contrairement aux BSF et BSW (avec pas impérial) ainsi qu'aux UNF et UNC (avec pas métrique), où il correspond exactement au diamètre extérieur du tube correspondant[2].

Ainsi, la norme ISO 228-1:2000 ne reprend pas la notion de « diamètre nominal », supprimée au profit de celle de « désignation de la dimension du filetage » et composée d'une fraction (ou un entier) en pouce(s) suivie de deux nombres en mm, par exemple 1/4" 8-13 (ou 8x13). Historiquement, le couple de nombres suivant la fraction en pouces correspondait quant à lui au diamètre intérieur et extérieur des tubes en acier filetable (chauffage, gaz et anciennes gaines électriques) de série forte (ou lourde) dont la lumière (7,7mm pour le BSP 1/4) est compatible avec la fraction en pouce des tubes cuivres (6,35mm) légèrement plus petite (climatisation).
Ces deux systèmes coexistant parfois sur une même machine (ou au sein du filetage unifié), il est important de bien identifier le système utilisé.
| Désignation de la dimension du filetage | Pas en mm | Nombre de filets par pouce | Ancienne dénomination (acier filetable fort) | Diamètre extérieur en mm | Diamètre intérieur en mm | Diamètre nominal standard « DN » |
| --------------------------------------- | --------- | -------------------------- | -------------------------------------------- | ------------------------ | ------------------------ | -------------------------------- |
| 1/16                                    | 0,907     | 28                         |                                              | 7,723                    | 6,561                    |                                  |
| 1/8                                     | 0,907     | 28                         | 5-10                                         | 9,728                    | 8,566                    | 6                                |
| 1/4                                     | 1,337     | 19                         | 8-13                                         | 13,157                   | 11,445                   | 8                                |
| 3/8                                     | 1,337     | 19                         | 12-17                                        | 16,662                   | 14,950                   | 10                               |
| 1/2                                     | 1,814     | 14                         | 15-21                                        | 20,955                   | 18,631                   | 15                               |
| 5/8                                     | 1,814     | 14                         | 16-23 (17-23)                                | 22,911                   | 20,587                   |                                  |
| 3/4                                     | 1,814     | 14                         | 21-27 (20-27)                                | 26,441                   | 24,117                   | 20                               |
| 7/8                                     | 1,814     | 14                         | 24-31                                        | 30,201                   | 27,877                   |                                  |
| 1                                       | 2,309     | 11                         | 26-34                                        | 33,249                   | 30,291                   | 25                               |
| 1 1/8                                   | 2,309     | 11                         |                                              | 37,897                   | 34,939                   |                                  |
| 1 1/4                                   | 2,309     | 11                         | 33-42                                        | 41,910                   | 38,952                   | 32                               |
| 1 1/2                                   | 2,309     | 11                         | 40-49                                        | 47,803                   | 44,842                   | 40                               |
| 1 3/4                                   | 2,309     | 11                         | 45-55                                        | 53,746                   | 50,788                   |                                  |
| 2                                       | 2,309     | 11                         | 50-60                                        | 59,614                   | 56,656                   | 50                               |
| 2 1/4                                   | 2,309     | 11                         | 60-66 (60-70)                                | 65,710                   | 62,752                   |                                  |
| 2 1/2                                   | 2,309     | 11                         | 66-76                                        | 75,184                   | 72,226                   | 65                               |
| 2 3/4                                   | 2,309     | 11                         | 72-82                                        | 81,534                   | 78,576                   |                                  |
| 3                                       | 2,309     | 11                         | 80-90                                        | 87,884                   | 84,926                   | 80                               |
| 3 1/2                                   | 2,309     | 11                         | 90-102                                       | 100,330                  | 97,372                   |                                  |
| 4                                       | 2,309     | 11                         | 102-114                                      | 113,030                  | 110,072                  | 100                              |
| 4 1/2                                   | 2,309     | 11                         | 115-127                                      | 125,730                  | 122,772                  |                                  |
| 5                                       | 2,309     | 11                         | 127-140                                      | 138,430                  | 135,472                  | 125                              |
| 5 1/2                                   | 2,309     | 11                         | 140-152                                      | 151,130                  | 148,172                  |                                  |
| 6                                       | 2,309     | 11                         | 152-165                                      | 163,830                  | 160,872                  | 150                              |

Exemple de cas pratique : à l'aide d'un pied à coulisse, on mesure à 21 mm le diamètre extérieur du filetage d'un raccord à changer.
- Possibilité (a) : le filetage possède un pas large ; il faut donc se procurer un raccord avec taraudage de ½ pouce (G 1/2).
- Possibilité (b) : le filetage possède un pas fin ; il faut donc se procurer un raccord avec taraudage de 21 mm (labellisé M21).